# Blaumut
Blaumut és una formació musical que combina el folk-pop, la música clàssica i la cançó d'autor. El nom del grup ve de la cançó «Islàndia» del seu disc El turista. Està integrada per Oriol Aymat (violoncel), Xavi de la Iglesia (guitarra i veu), Vassil Lambrinov (violí), Manuel Krapovickas (contrabaix i baix elèctric) i fins al 2021 Manel Pedrós (bateria), substituit per Toni Pagès (percussió, bateria i veu). Fan lletres plenes d'imatges i arranjaments d'instruments clàssics de corda, que formen l'atmosfera de les seves cançons.

## Trajectòria
Vassil Lambrinov i Xavi de la Iglesia van començar el 2003 a fer gravacions casolanes, provant i experimentant amb diverses sonoritats. Des de 2009 el grup ja va actuar en petits escenaris per Barcelona.
L'any 2011 van firmar contracte discogràfic amb Picap, i el setembre de l'any següent van publicar el seu primer àlbum, que portava per títol El turista. El seu primer gran èxit va ser «Pa amb oli i sal», i també la cançó «El turista» va arribar a una gran audiència. Segons Enderrock, El turista va reflectir «aquesta manera de fer del nou grup: tranquil·la i optimista».
El setembre de 2013 foren guardonats amb el Premi Cerverí de lletres per a cançó per la seva versió musical del poema I beg your pardon, de Salvador Espriu.
El segon àlbum del grup va aparèixer el 2015, sota el títol El primer arbre del bosc. Aquesta vegada el primer senzill va ser la cançó del mateix nom. Com complement a l'àlbum el grup va produir el EP El segon arbre del bosc, incloent la cançó «Simplement» i quatre versions acústiques de cançons de l'àlbum.
El 2017 Blaumut va tornar amb l'àlbum Equilibri, on els elements electrònics dins l'arranjament van ser més significatius. Va produir videoclips oficials per a les cançons «Vint-i-un botons» i «Equilibri».
L'àlbum 0001 es va publicar el febrer de 2020.

## Galeria

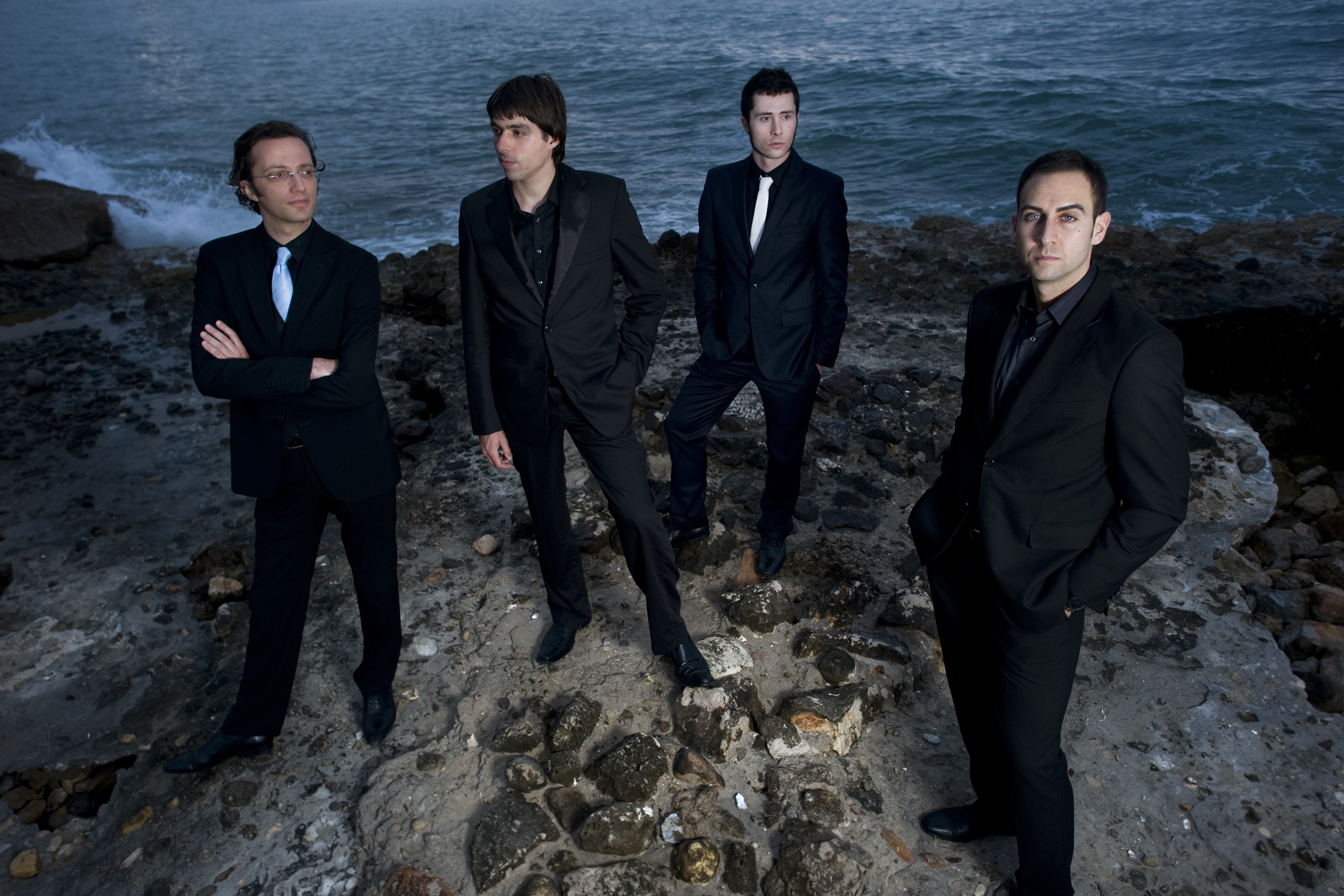
Foto dels Blaumut, el 2012.
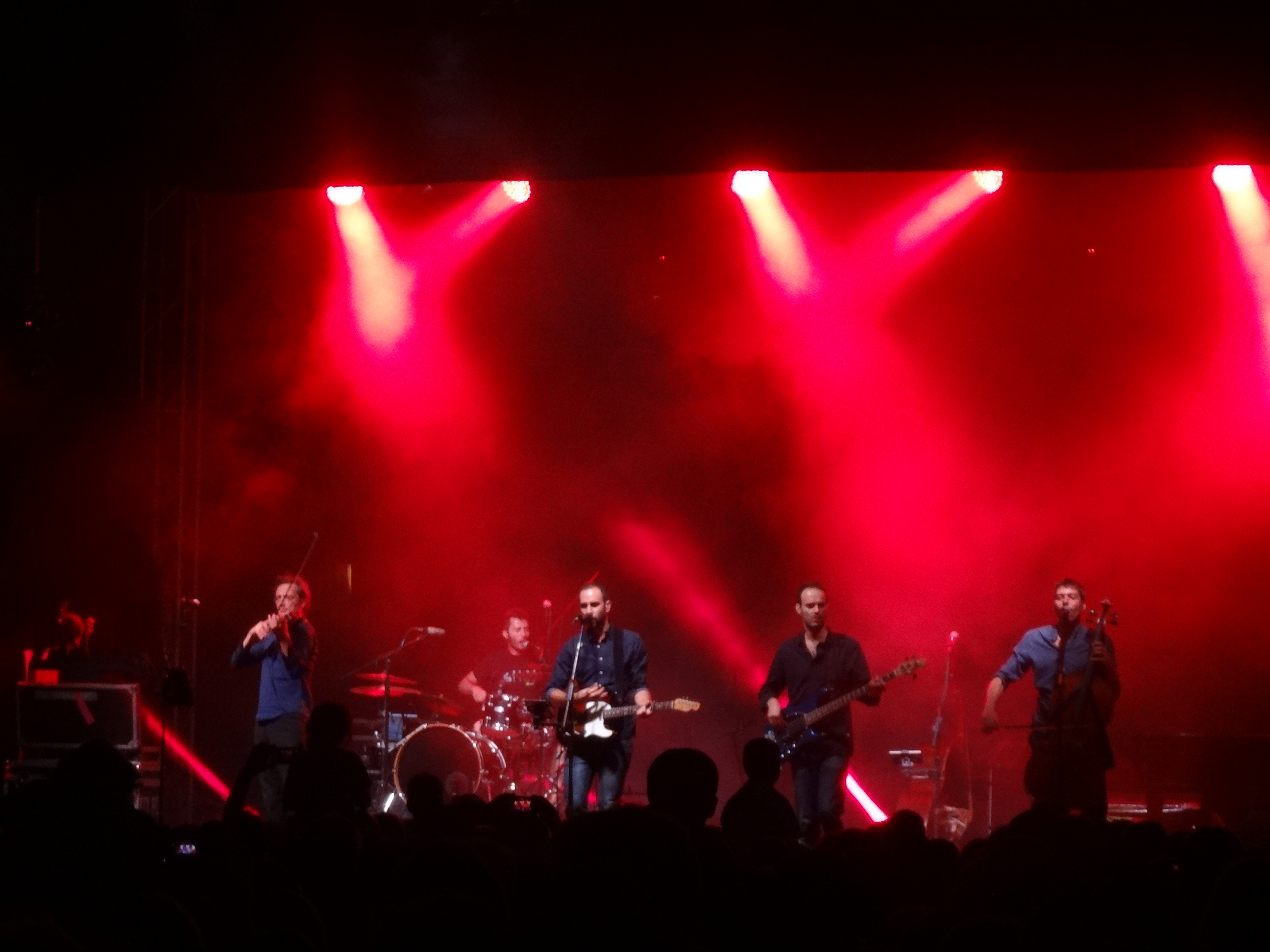
Concert dels Blaumut a Igualada (2016).
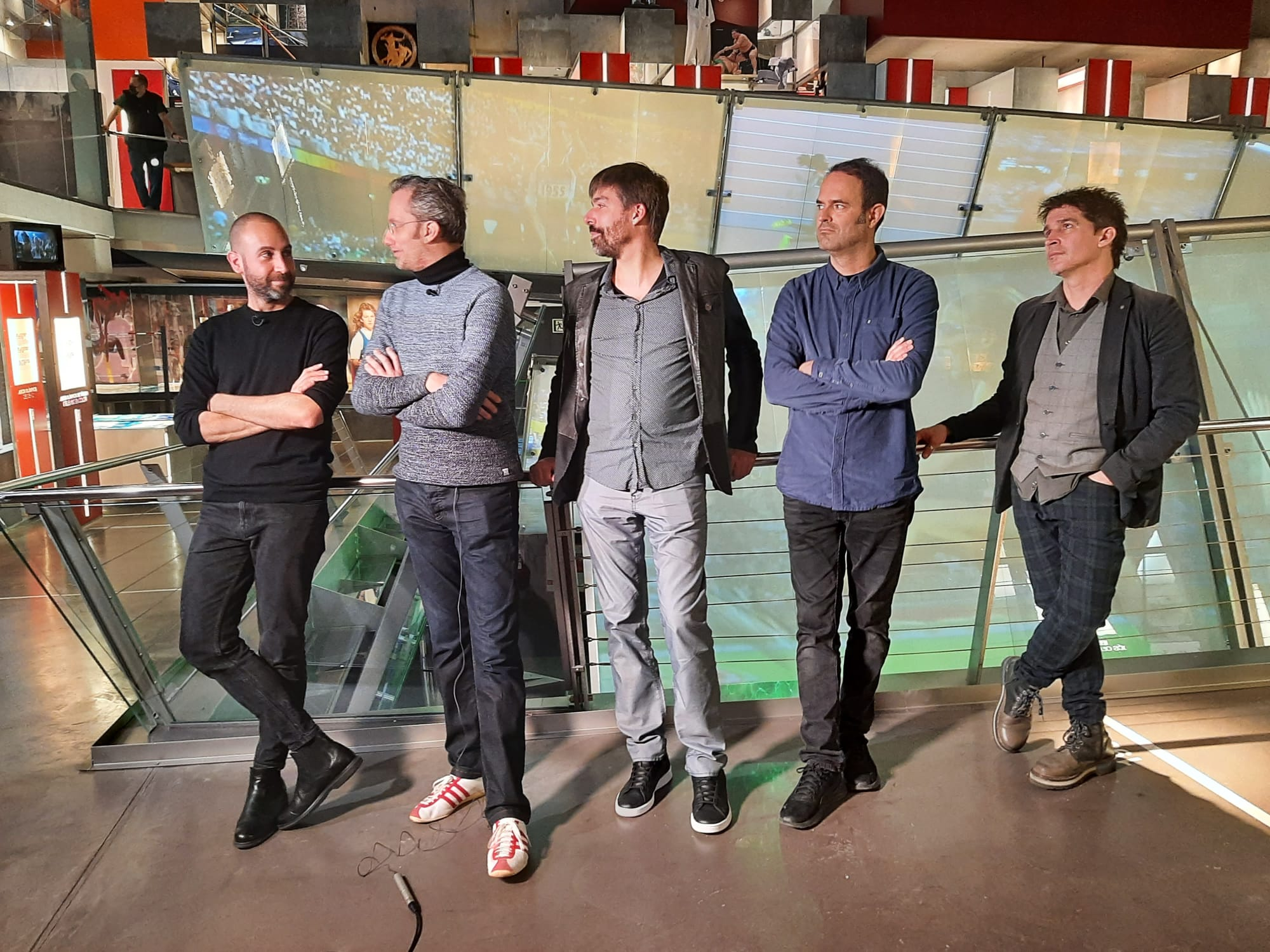
Els components de Blaumut al Museu Olímpic i de l'Esport, el 2022.
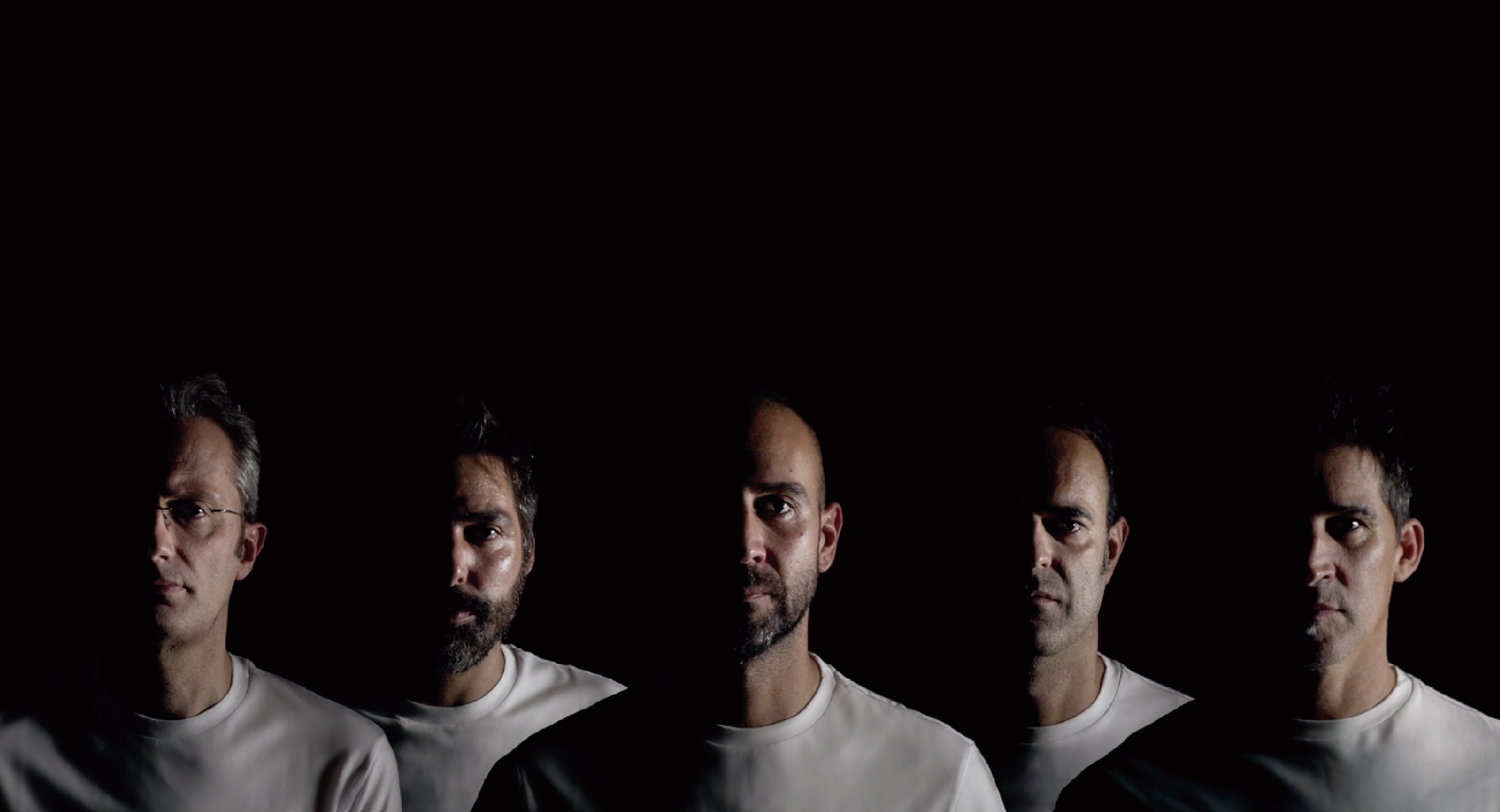
Foto dels membres de Blaumut.

## Discografia
Àlbums
| • El turista (2012) |
| --- |
| (Picap) 1. «Bicicletes» 2. «Only You (i el teu xampú)» 3. «El llimoner» 4. «Les 7 i quart» 5. «Islàndia» 6. «100 °C» 7. «El turista» 8. «Massa tard» 9. «Esquimals» 10. «Pa amb oli i sal» 11. «Paisatge núm. 8» 12. «Octubre» |

| • El primer arbre del bosc (2015) |
| --- |
| (autoedició/Satélite K) 1. «El primer arbre del bosc» 2. «Tornarem a casa» 3. «Normal» 4. «Passes la pàgina en blanc» 5. «Vuit» 6. «El millor gos per a un nom» 7. «Vent que mou el temps» 8. «Qui va matar el Sr. Cordills?» 9. «Cartes de l'orient» 10. «Piano» 11. «De moment» 12. «Amsterdam» 13. «El pont de l'Accademia» |

| • El segon arbre del bosc, EP (2015) |
| --- |
| (autoedició) 1. «Simplement» 2. «Vent que mou el temps» (acústica) 3. «Passes la pàgina en blanc» (acústica) 4. «De moment» (acústica) 5. «Amsterdam» (acústica) |

| • Equilibri (2017) |
| --- |
| (Música Global) 1. «Atlàntida» 2. «Houston» 3. «Quart de lluna minvant» 4. «Equilibri» 5. «Chaplin» 6. «Vint-i-un botons» 7. «Ara que tot va bé» 8. «Encara» 9. «A peu» 10. «Demà» 11. «La vida moderna dels déus» 12. «Sud-conscient» 13. «El camí dels elefants» |

| • 0001 (2020) |
| --- |
| (Música Global) 1. «Intro» (instrumental) 2. «Ara, aquí, present» 3. «De veritat» 4. «Cel estranger» 5. «Imparell» 6. «El teu jo» 7. «Ombra» 8. «0001» 9. «Aquest moment» 10. «El sol dura un dia» 11. «Epíleg» 12. «Poesia lenta» 13. «Eclipsi» 14. «La platja» |

| • Olímpica i Primavera (2022) |
| --- |
| (U98 Music) 1. «Atles» 2. «La Teoria» 3. «El Riu» 4. «Ficció» 5. «Innocent» 6. «Obertura» 7. «Profetes» 8. «Mercromina» 9. «El Que Vull» 10. «L'home Del Sac» |

Senzills
- I beg your pardon (2013, del disc Amb Música Ho Escoltaries Potser Millor, Picap) - Poema de Salvador Espriu
- Coral·lí (2013, del Disc de la Marató 2013)
- Previsions d'acostament (2016, El llibre blau de Blaumut)
- Mil nits en vetlla (2017, del Disc de la Marató 2017) – versió de la cançó Nights in White Satin del grup The Moody Blues.[15]
- Com a casa (2018, promoció del Centre de Neonatologia Avançada Vall d'Hebron)